# Odontorettia
× Odontorettia (abreviado Odrta) es un híbrido intergenérico entre los géneros de orquídeas Comparettia × Odontoglossum. Fue publicado en Orchid Rev. 83(988, cppo): 8 (1975).